# Dysstroma pendleburyi
Dysstroma pendleburyi là một loài bướm đêm trong họ Geometridae.